# Tarso Mazzotti
Tarso Bonilha Mazzotti (Araraquara, 23 de maio de 1946) é um filósofo da educação e professor universitário brasileiro, reconhecido por suas contribuições à Filosofia da Educação no Brasil. Sua obra articula elementos da retórica, epistemologia e representações sociais, oferecendo uma abordagem interdisciplinar sobre os fenômenos educacionais.

## Biografia acadêmica
Graduou-se em Pedagogia pela Universidade Estadual Paulista (UNESP) em 1972. Concluiu o mestrado em Educação pela Universidade Federal de São Carlos (UFSCar) em 1978, com ênfase nos fundamentos epistemológicos da educação. Obteve o doutorado em Educação pela Universidade de São Paulo (USP) em 1987. Em 2000, tornou-se professor titular da Universidade Federal do Rio de Janeiro (UFRJ), onde atuou como docente e orientador de dissertações e teses.
Também lecionou na Universidade Federal de Mato Grosso (UFMT) e na Universidade Estácio de Sá. Foi pesquisador associado da Fundação Carlos Chagas. Coordena o grupo de pesquisa “Retórica e Argumentação na Pedagogia]”, vinculado à Universidade de São Paulo.

## Contribuições teóricas
Mazzotti é conhecido por estudos sobre o estatuto científico da pedagogia. Em seus escritos, critica tanto a negação da pedagogia como ciência quanto a aceitação acrítica de sua autonomia, propondo uma leitura mais complexa da relação entre pedagogia e ciência. Defende que a filosofia da educação deve elucidar teorias pedagógicas e fomentar a interdisciplinaridade.
Adota a retórica e a teoria da argumentação como ferramentas analíticas dos discursos educacionais, inspirando-se na tradição aristotélica e em abordagens contemporâneas. Também desenvolveu investigações em representações sociais, com ênfase em temas como educação ambiental. O reconhecimento da obra de Mazzotti ultrapassa as fronteiras nacionais.